# Pere Joan Girona i Trius
Pere Joan Girona i Trius (Vilafranca del Penedès, 1877 - Barcelona, 1952) fou un perit agrícola i escriptor català.
Es doctorà en dret el 1897 i es llicencià en farmàcia el 1911. Participà en la creació de l'Escola Superior d'Agricultura de la Mancomunitat de Catalunya. El 1928 fou president de la Federació Agrícola Catalanobalear. Fou desposseït durant la dictadura de Primo de Rivera de la càtedra de comptabilitat agrícola de la Universitat Nova de la Mancomunitat el 1924.
Fou perit agrícola i soci de l'Institut Agrícola Català de Sant Isidre des de 1908. L'any 1914 va entrar a la junta directiva per fer-se càrrec de la biblioteca. A més dirigí des del 1918 la Revista de l'Institut Agrícola Català de Sant Isidre.
Va escriure novel·les i tractats d'agricultura.

## Obres

### Tractats
- Curset de pràctiques de degustació de vins, licors i begudes anàlogues (1918)
- La Rabassa morta: su extensión, sus conflictos, su solución  (1923)
- Contabilidad agrícola (1934)
- Vocabulari català d'agricultura…

### Novel·les
- Proses frívoles (1930), presentat als Jocs Florals de Barcelona[3]
- El meu amic Modest (1933)
- Records d'Estudi (1906)